# Casinaria parvula
Casinaria parvula är en stekelart som beskrevs av Joseph Kriechbaumer 1894. Casinaria parvula ingår i släktet Casinaria och familjen brokparasitsteklar. Inga underarter finns listade.